# Spoorlijn Wrist - Itzehoe
De spoorlijn Wrist - Itzehoe was een Duitse spoorlijn in Sleeswijk-Holstein en was als spoorlijn 1221 onder beheer van DB Netze.

## Geschiedenis
Het traject werd door de Preußische Staatseisenbahnen geopend op 1 augustus 1889.  

## Galerij

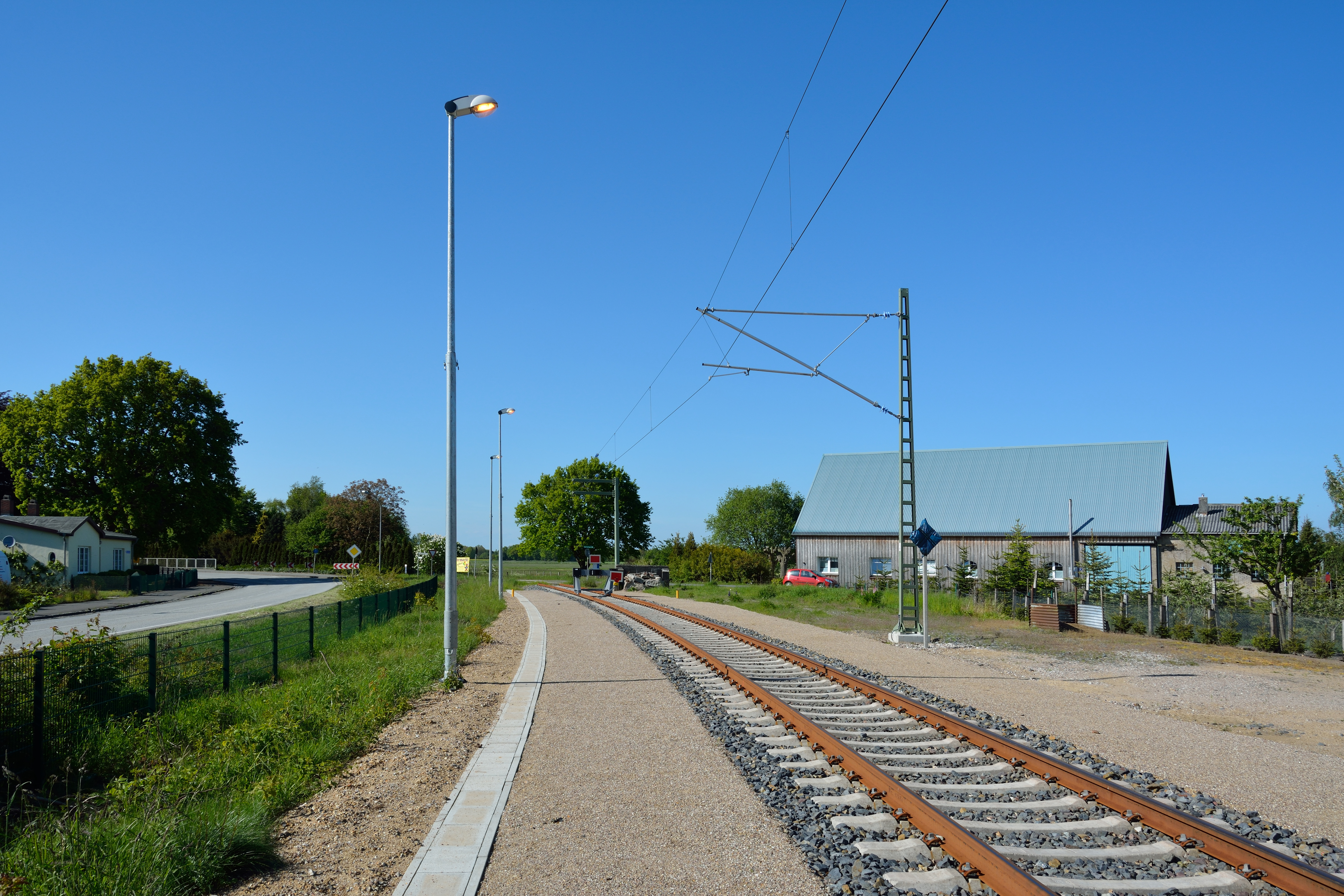
Vernieuwd en geëlektrificeerd gedeelte vanaf station Wrist in de richting van Kellinghusen
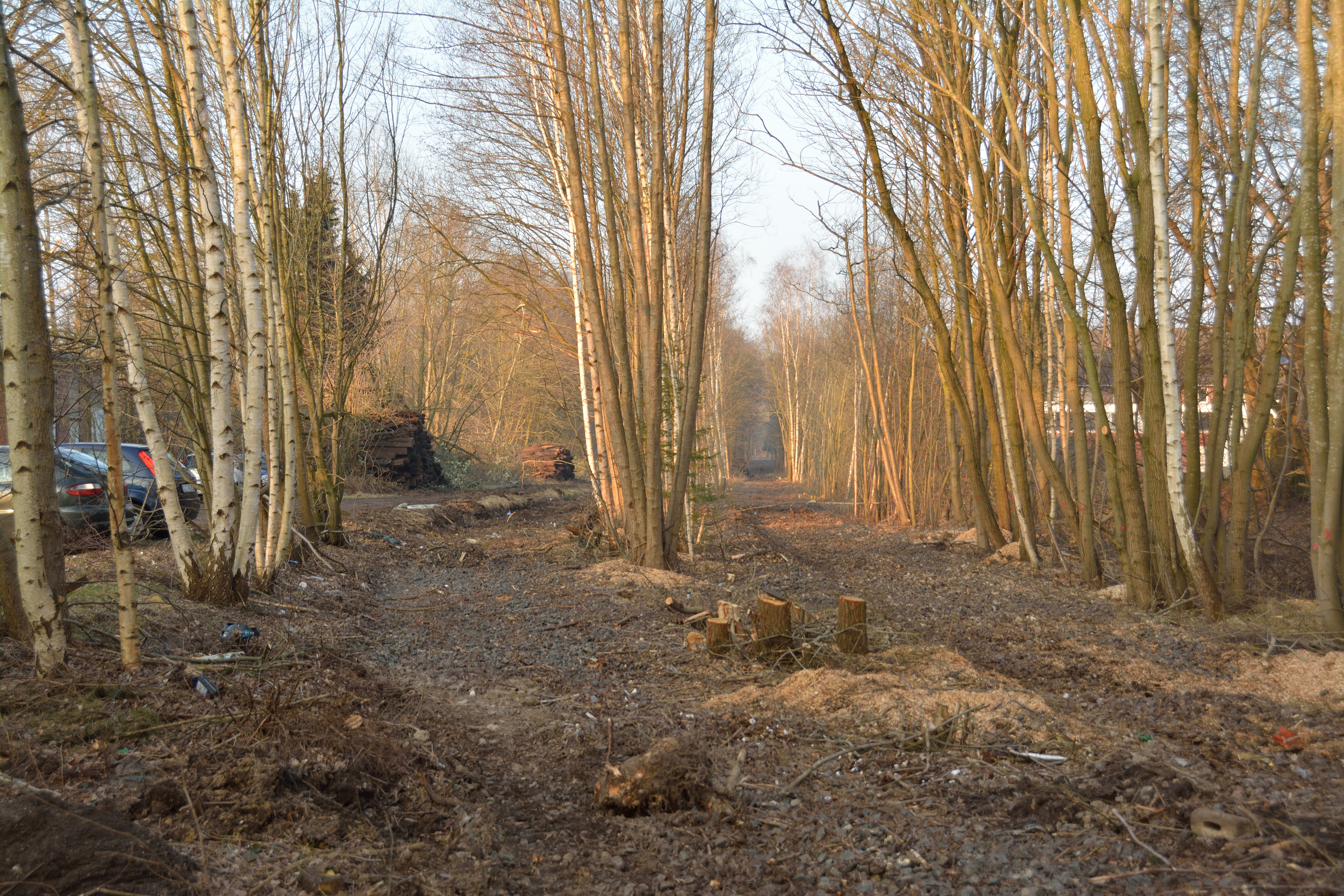
Voormalig station Edendorf

## Aansluitingen
In de volgende plaatsen is of was er een aansluiting op de volgende spoorlijnen:
Wrist
DB 1220, spoorlijn tussen Essen-Kray Nord en Gelsenkirchen
Itzehoe
DB 1210, spoorlijn tussen Elmshorn en Westerland